# Oskar von Hutier
Oskar von Hutier, född 27 augusti 1857, död 5 december 1934, var en tysk militär.
Hutier blev officer vid infanteriet 1875, överste och regementschef 1905, generalmajor 1910, generallöjtnant 1912, general av infanteriet 1917 och erhöll avsked 1919. Hutier, som huvudsakligen tjänstgjort i generalstaben, var vid första världskrigets utbrott chef för 1:a gardesinfanterifördelningen. I april 1915 blev han chef för 21:a armékåren i Polen, januari 1917 för arméavdelning D samt april samma år för 8:e armén. Efter att 3 september samma år ha intagit Riga förflyttades Hutier i december till västfronten som chef för 18:e armén, vilket han förde under det stora genombrottsslaget i mars och april 1918 samt under återtågsstriderna till krigets slut.